# Volucella malayana
Volucella malayana är en tvåvingeart som beskrevs av Charles Howard Curran 1928. Volucella malayana ingår i släktet humleblomflugor, och familjen blomflugor. Inga underarter finns listade i Catalogue of Life.